# Xã Creek, Quận Sumner, Kansas
Xã Creek (tiếng Anh: Creek Township) là một xã thuộc quận Sumner, tiểu bang Kansas, Hoa Kỳ. Năm 2010, dân số của xã này là 243 người.